# Рафа Хорда
Рафаель «Рафа» Хорда Руїс де Ассін (ісп. Rafael «Rafa» Jordà Ruiz de Assin; 1 січня 1984, Санта-Парпетуа-да-Мугоза, Іспанія) — іспанський футболіст, нападник.

## Кар'єра

### Клубна
Починав грати в молодіжній команді «Дамм» в сезоні 2000/01. Наступний сезон провів в молодіжці «Валенсії», а сезон 2002/03 — у молодіжній команді «Нумансії».
Професійну кар'єру розпочав у сезоні 2003/04 років в четвертому дивізіоні іспанської першості, в клубі «Нумансія Б». Сезон 2004/05 провів у третій лізі, де виступав за команду «Перальта», проте клубу його віддали в оренду, а права на гравця належали «Нумансії». Сезон вдався і «Нумансія» вирішила повернути гравця. Зіграв три матчі у найвищому дивізіоні чемпіонату Іспанії. Продовжив виступати в «Нумансії», проте в сезоні 2006 року знову вирушив в оренду, цього разу до клубу «Бенідорм». 2008 року перейшов до «Аліканте». У сезоні 2008/09 провів 13 матчів, забив 3 м'ячі. Наступного року перейшов до «Еркулеса», однак на поле у складі цієї команди не виходив.
27 січня 2010 року підписав контракт з «Леванте».
У лютому 2012 року клуб китайської Суперліги «Гуйчжоу Женьхе» оголосив про підписання двох іспанських футболістів, одним з яких став Рафа Хорда.

### Міжнародна
Гравець провів один матч за збірну Каталонії з футболу.

## Статистика виступів за клуб
Станом на матч, що відбувся 11 лютого 2018
| Клуб               | Сезон              | Ліга                 | Ліга | Ліга | Кубок | Кубок | Інші | Інші | Загалом | Загалом |
| Клуб               | Сезон              | Дивізіон             | Ігри | Голи | Ігри  | Голи  | Ігри | Голи | Ігри    | Голи    |
| ------------------ | ------------------ | -------------------- | ---- | ---- | ----- | ----- | ---- | ---- | ------- | ------- |
| Нумансія           | 2004–2005          | Ла-Ліга              | 3    | 0    | 2     | 0     | —    | —    | 5       | 0       |
| Нумансія           | 2005–2006          | Сегунда Дивізіон     | 4    | 0    | 0     | 0     | —    | —    | 4       | 0       |
| Нумансія           | 2006–2007          | Сегунда Дивізіон     | 13   | 1    | 1     | 0     | —    | —    | 14      | 1       |
| Нумансія           | 2007–2008          | Сегунда Дивізіон     | 27   | 6    | 1     | 0     | —    | —    | 28      | 6       |
| Нумансія           | Загалом            | Загалом              | 47   | 7    | 4     | 0     | —    | —    | 51      | 7       |
| Peralta (оренда)   | 2004–2005          | Сегунда Дивізіон Б   | 17   | 8    | 2     | 0     | —    | —    | 19      | 8       |
| Benidorm (оренда)  | 2005–2006          | Сегунда Дивізіон Б   | 18   | 9    | 0     | 0     | —    | —    | 18      | 9       |
| Alicante           | 2008–2009          | Сегунда Дивізіон     | 13   | 3    | 0     | 0     | —    | —    | 13      | 3       |
| Еркулес            | 2009–2010          | Сегунда Дивізіон     | 0    | 0    | 3     | 0     | —    | —    | 3       | 0       |
| Леванте            | 2009–2010          | Сегунда Дивізіон     | 17   | 5    | 0     | 0     | —    | —    | 17      | 5       |
| Леванте            | 2010–2011          | Ла-Ліга              | 17   | 2    | 3     | 0     | —    | —    | 20      | 2       |
| Леванте            | 2011–2012          | Ла-Ліга              | 2    | 0    | 4     | 0     | —    | —    | 6       | 0       |
| Леванте            | Загалом            | Загалом              | 36   | 7    | 7     | 0     | —    | —    | 43      | 7       |
| Гуйчжоу Женьхе     | 2012               | Китайська Суперліга  | 26   | 7    | 7     | 6     | —    | —    | 33      | 13      |
| Гуйчжоу Женьхе     | 2013               | Китайська Суперліга  | 29   | 10   | 5     | 0     | —    | —    | 34      | 10      |
| Гуйчжоу Женьхе     | Загалом            | Загалом              | 55   | 17   | 12    | 6     | —    | —    | 67      | 23      |
| Сієна              | 2013–2014          | Серія B              | 10   | 2    | 0     | 0     | —    | —    | 10      | 2       |
| Динамо             | 2014–2015          | Ліга Еровнулі        | 0    | 0    | 0     | 0     | 2    | 0    | 2       | 0       |
| Wuhan Zall         | 2015               | Китайська перша ліга | 26   | 6    | 0     | 0     | —    | —    | 26      | 6       |
| Рапід (Бухарест)   | 2015–2016          | Ліга II              | 8    | 3    | 0     | 0     | —    | —    | 8       | 3       |
| Llagostera         | 2016–2017          | Сегунда Дивізіон Б   | 18   | 1    | 0     | 0     | —    | —    | 18      | 1       |
| Мумбаї Сіті        | 2017–2018          | Індійська суперліга  | 9    | 0    | —     | —     | —    | —    | 9       | 0       |
| Загалом за кар'єру | Загалом за кар'єру | Загалом за кар'єру   | 257  | 63   | 28    | 6     | 2    | 0    | 287     | 69      |